# Apiocephalus
Apiocephalus is een kevergeslacht uit de familie van de boktorren (Cerambycidae). De wetenschappelijke naam van het geslacht werd voor het eerst geldig gepubliceerd in 1898 door Gahan.

## Soorten
Apiocephalus omvat de volgende soorten:
- Apiocephalus licheneus Gahan, 1906
- Apiocephalus punctipennis Gahan, 1898